# Timo Sarpaneva
Timo Tapani Sarpaneva (Helsinki, 31 oktober 1926 - aldaar, 6 oktober 2006) was een Fins glaskunstenaar en ontwerper. Hij werd hoofdzakelijk bekend met zijn ontwerpen voor glasfabrikant Iittala tijdens de Finse gouden jaren in het midden van de twintigste eeuw. Naast glas werkte Sarpaneva ook met textiel, metaal, hout en keramiek. Voor zijn werk won Sarpaneva vele prijzen, waaronder meerdere Grands Prix op de triënnales van Milaan in 1954 en 1957.
Samen met ontwerpers als Alvar Aalto, Tapio Wirkkala, Kaj Franck, Arttu Brummer, Oiva Toikka en Gunnel Nyman wordt Sarpaneva gezien als één van de belangrijkste Finse ontwerpers van de twintigste eeuw.

## Jonge jaren
Sarpaneva werd geboren op 31 oktober 1926 in Helsinki. Hij was de zoon van zakenman Akseli Johannes Sarpaneva en Martta Sofia Karimo. Zijn broer is kunstenaar Pentti Sarpaneva (1925-1978). Sarpaneva kwam uit een familie van smeden en textielkunstenaars. Zijn grootvader was een smid uit Säviäntaipale. Tijdens zijn jeugd hielp Sarpaneva zijn grootvader regelmatig in de smederij waar hij een blaasbalg bediende. Naar eigen zeggen voelde Sarpaneva zich thuis in de hete gloed van het vuur.

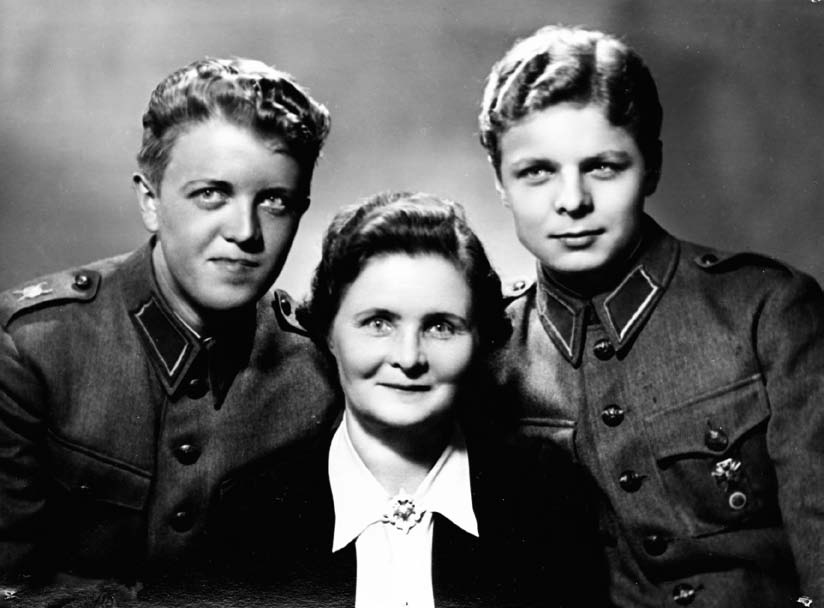
Timo Sarpaneva (rechts) met zijn moeder Martta en broer Pentti (1944)

In zijn autobiografie uit 2002 beschreef hij zijn jeugd in de jaren '30 als een periode waarin ambachten en handarbeid centraal stonden. Ambachtslieden maakten wat zij nodig hadden en ruilden voorwerpen met andere ambachtslieden. Volgens Sarpaneva was er een respect voor vakmanschap.
In 1941 startte hij met zijn studie grafische vormgeving aan de School voor Toegepaste Kunsten (Taideteollinen Korkeakoulu) in Helsinki. Hier kreeg hij les van Arttu Brummer die in Sarpaneva een uitzonderlijk talent zag. Tijdens zijn studie assisteerde Sarpaneva Brummer en ontwikkelden zij een hechte band.
Om zijn opleiding aan de Taideteollinen Korkeakoulu te kunnen bekostigen, werkte hij tijdens de zomervakanties in de houtkap. Hij maakte in deze periode meerdere tekeningen en aquarellen van zijn collega's. Enkele van deze werken zijn bewaard gebleven.
In 1948 studeerde Sarpaneva af als grafisch ontwerper. In 1949 werd zijn grafische werk tentoongesteld in de Kunsthal van Helsinki. In diezelfde periode begon hij met experimenteren met andere kunstvormen.
In 1951 stuurde Sarpaneva voor het eerst een ontwerp in voor de Triënnale van Milaan, een geborduurde theemuts met de naam Kukko (haan), waarvoor hij een zilveren medaille ontving. De theemuts was ontworpen door Sarpaneva en geborduurd door zijn moeder, met wie hij voor textielprojecten vaker samenwerkte.

## Finse gouden jaren

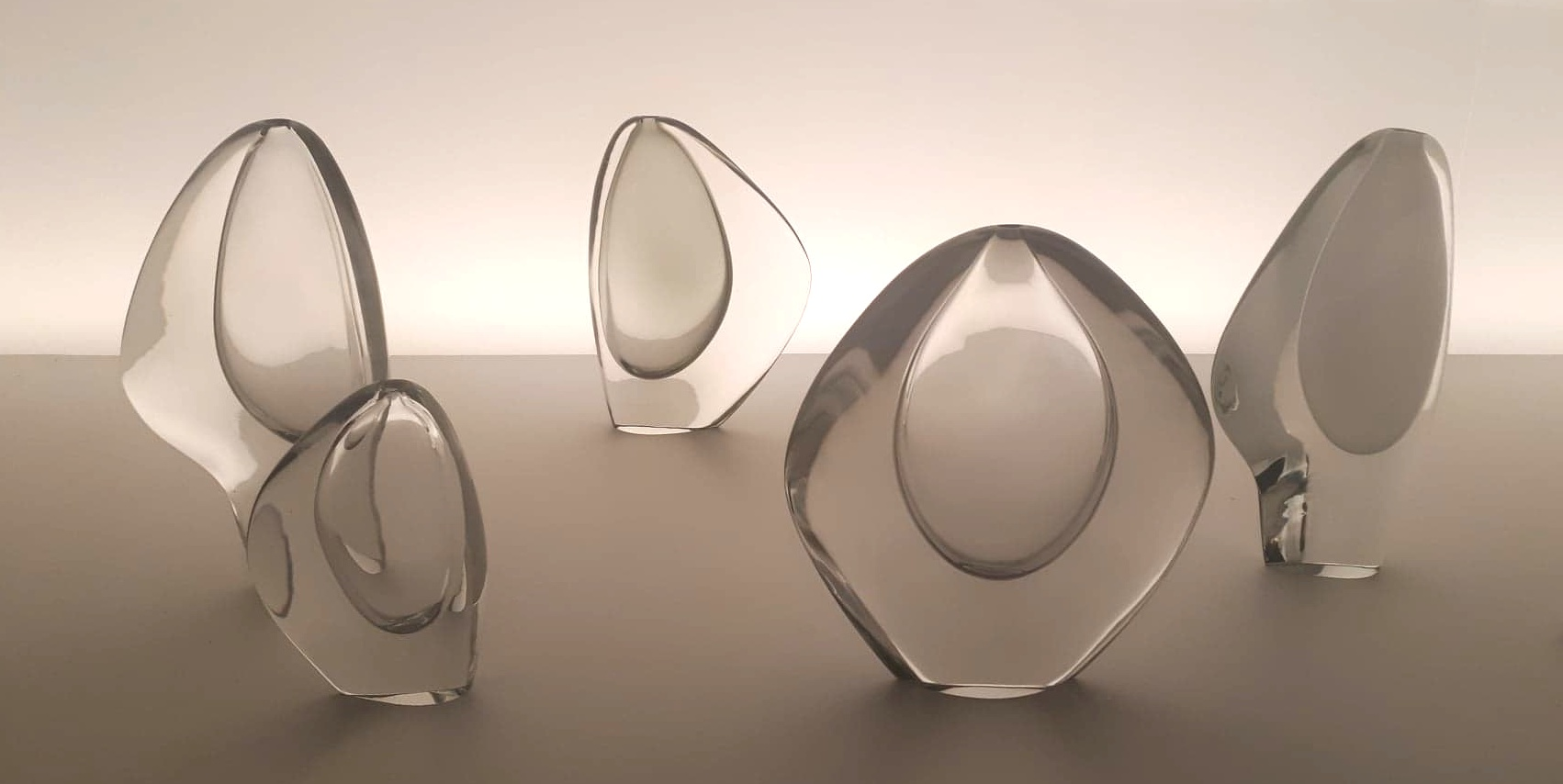
Lansetti (1952)

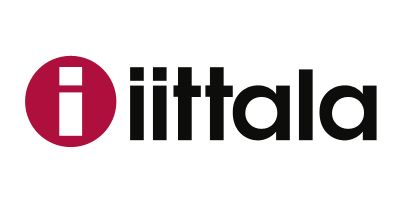
Iittala logo (1956-2024)

Na 1932 had Fins glas door glaskunstenaars als Gunnel Nyman, Arttu Brummer en Aino en Alvar Aalto een steeds grotere internationale bekendheid verkregen. Na de Tweede Wereldoorlog werd deze populariteit verder versterkt en glasontwerpen werden steeds gedurfder. De jaren '50 en '60 van de twintigste eeuw waren de hoogtijdagen van de Finse (kunst)glasproductie en design, waardoor deze periode ook wel bekend staat als de Finse gouden jaren.
Sarpaneva deed mee aan diverse ontwerpwedstrijden, onder andere van de Friends of Finnish Handicraft (Suomen käsityön ystävät) en van glasproducent Riihimäki in 1949. Voor zijn inzending van een wedstrijd van Riihimäki ontving hij een zilveren medaille. Na het winnen van deze medaille werd Sarpaneva door directeur Roope Kolehmainen uitgenodigd in de Riihimäki glasfabriek en kreeg een baan als ontwerper aangeboden. Riihimäki was op dat moment de grootste glasproducent in Scandinavië en meerdere bekende ontwerpers zoals Arttu Brummer, Greta Lisa Jäderholm-Snellman, Gunnel Nyman en Helena Tynell maakten ontwerpen voor de glasproducent. Sarpaneva zou voor zijn ontwerpen echter geen salaris krijgen, maar het zou hem veel publiciteit als ontwerper opleveren. Sarpaneva ging niet akkoord met het aanbod.
Het winnen van de Riihimäki wedstrijd was een keerpunt in de carrière van Sarpaneva. Tot dan was glas hoofdzakelijk bedoeld voor functionele doeleinden en niet als kunstobject. Tijdens de Tweede Wereldoorlog was er een grote glasschaarste geweest, maar tegen het midden van de twintigste eeuw was dit voorbij. Hierdoor werd het mogelijk om glas voor andere doeleinden te gebruiken.

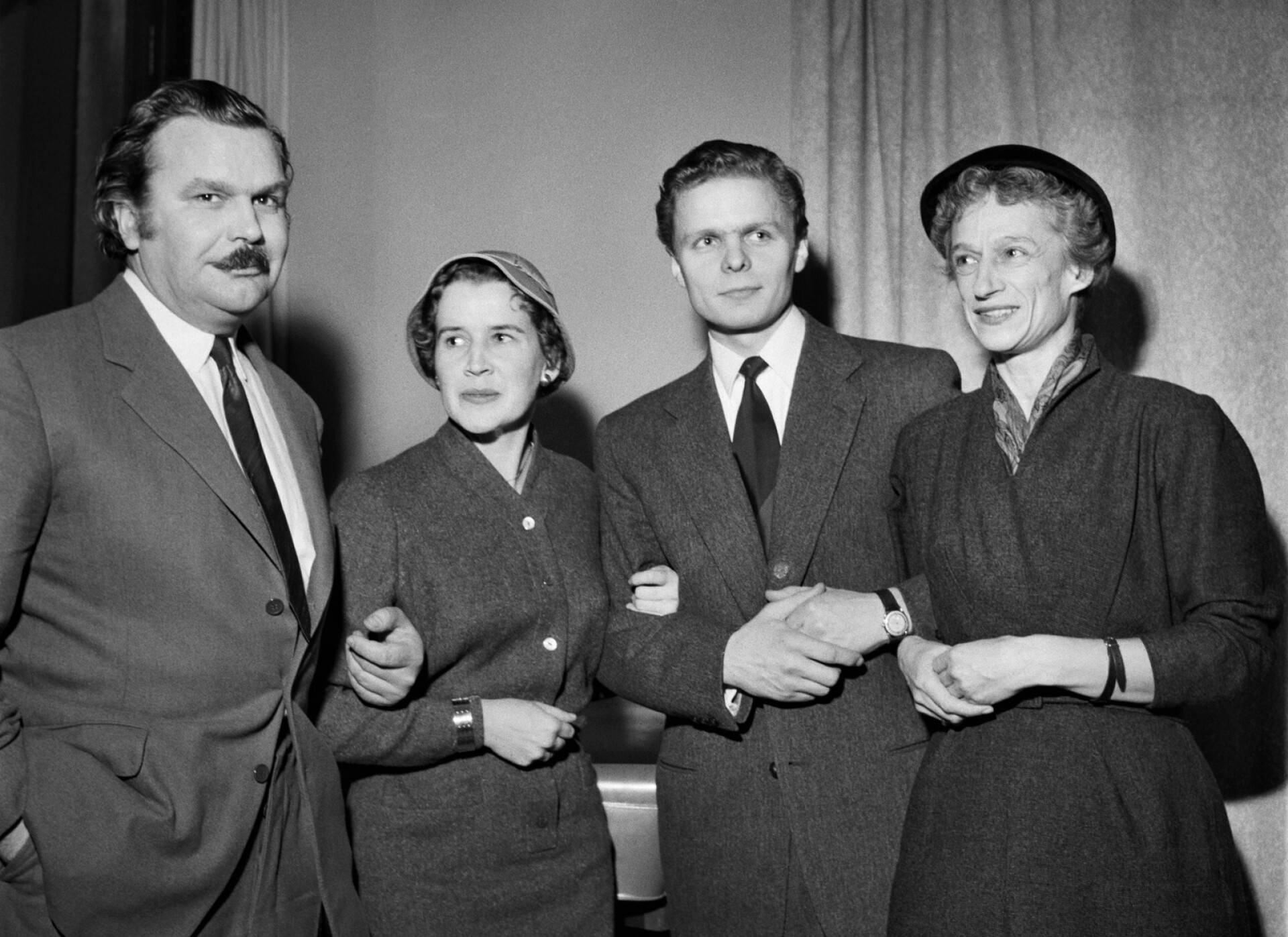
De Finse ontwerpers Tapio Wirkkala, Kirsti Ilvessalo, Timo Sarpaneva en Dora Jung in Helsinki na de Triënnale van Milaan (1954)

In 1951 won Sarpaneva een ontwerpwedstrijd van glasfabriek Karhula-Iittala en werd hij aangesteld als productontwerper en hoofd tentoonstellingen. Glasproducent Iittala kreeg in deze periode steeds meer internationale bekendheid, mede dankzij het werk van Sarpaneva. In 1952 ontwierp Sarpaneva voor Iittala de Lansetti-serie waarvoor hij in 1954 de Grand Prix op de Triënnale van Milaan won. Drie jaar later werd hij opnieuw onderscheiden met een Grand Prix op de Triënnale van Milaan, dit maal voor het ontwerp van de i-serie voor Iittala uit 1956. Finse ontwerpers wonnen in deze periode zo veel prijzen dat ontwerpers uit andere landen naar hen refereerden als de 'Finse Maffia'. Volgens Sarpaneva was er geen sprake van maffiapraktijken, maar hadden de Finnen behoefte aan schoonheid na jaren van oorlog en leed.
Voor de i-serie uit 1956 ontwikkelde Sarpaneva brochures, verpakkingen en een logo, een rode cirkel met een i, dat door Iittala werd overgenomen als bedrijfslogo. De i-serie was de eerste lijn van Iittala waar gebruik werd gemaakt van gekleurd glas. Datzelfde jaar werd de vaas Orkidea (orchidee) door het Amerikaanse tijdschrift House Beautiful verkozen tot "het mooiste object ter wereld" waardoor het werk van Sarpaneva nog meer internationale bekendheid verwierf. Naast het werk voor Iittala was Sarpaneva vanaf 1953 als docent verbonden aan de School voor Toegepaste Kunsten in Helsinki waar hij textieldruk en compositie doceerde.

### Kunst als nationale identiteit
Volgens hoogleraar en ontwerper Tapio Yli-Viikari had het internationale succes van Sarpaneva een grote invloed op de versterking van de Finse nationale identiteit. Volgens Yli-Viikari heeft elke Fin iets dat gemaakt is door Sarpaneva in huis. Het werk van Sarpaneva heeft een bepaalde patriottische ondertoon die onder meer tot uiting kwam in de Finlandia-serie uit 1964. Daarnaast had Sarpaneva ook nauw contact met de patriottistische president Urho Kekkonen die er onder meer voor zorgde dat er vanuit de Sovjet-Unie aanvragen voor Sarpaneva kwamen voor ontwerpen van wodkaflessen. In 1974 was het werk van Sarpaneva te zien in een solo-tentoonstelling die door de Sovjet-Unie tourde. De expositie was te zien in Minsk, Moskou en Tbilisi. De reizende tentoonstelling was onderdeel van een plan van de Finse overheid om het imago van Finland in het buitenland te promoten door middel van kunst. De tentoonstelling van Sarpaneva kreeg veel media aandacht: het was de eerste tentoonstelling van een individuele ontwerper-kunstenaar in de Sovjet-Unie.
Glasproducent Iittala voerde de reclamecampagne "Koop Fins" en de i-serie was vanwege een doordacht distributiebeleid enkel verkrijgbaar bij gespecialiseerde winkels en warenhuizen. De markt veranderde in de jaren '60 toen het verder internationaliseerde en Finland glas uit het buitenland begon te importeren. In de jaren '70 begon Fins kunstglas, mede door de politisering van kunst, de pure en romantische esthetiek te verliezen en nam de populariteit langzaamaan af. Daarnaast liep de productie van mondgeblazen glas in Finland op zijn einde. De relatie tussen Sarpaneva en iittala veranderde door de commercialisering en veranderingen in het productieproces bij de glasproducent. Sarpaneva was van mening dat het glasblazen en uitstervend vak was. In Finland was er niet meer de ambachtelijke vaardigheid om de ontwerpen die hij maakte uit te voeren, aldus Sarpaneva. Sarpaneva bleef tot in de jaren '90 aan Iittala verbonden.

## Werk in Murano

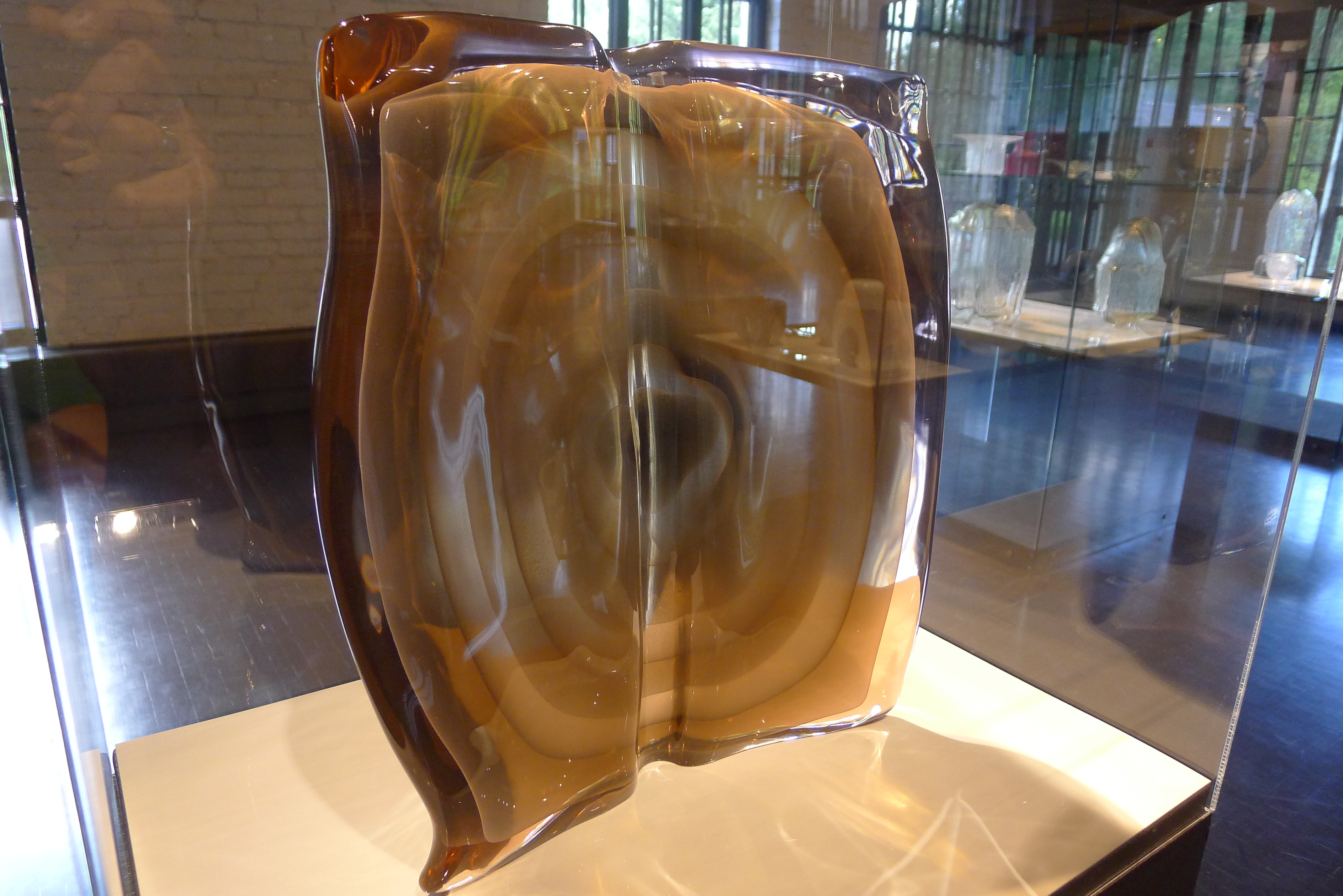
Liber Mundi, Studio Pino Signoretto

Sarpaneva werkte vanaf eind jaren '80 vaker in het buitenland, waaronder met glasproducent Venini uit Murano. In de jaren '50 was Sarpaneva reeds door oprichter Paolo Venini uitgenodigd om naar Murano te komen, maar Sarpaneva was van mening dat er voldoende werk was in het naoorlogse Finland. In Murano ontwikkelde Sarpaneva de Kelo-serie, de Kukinto-vazen en diverse decoratieve objecten. Voor de ontwerpen werkte Sarpaneva met kleuren die hij niet eerder had gebruikt.
Tussen 1996 en 2000 werkte Sarpaneva samen met glaskunstenaar Pino Signoretto van Studio Pino Signoretto in Murano. Enkele oude ontwerpen van Sarpaneva, waaronder Kajakki uit 1954, werden opnieuw uitgevoerd. Samen met Signoretto hield Sarpaneva in 1999 een overzichtstentoonstelling in het Operahuis in Helsinki. Net als de ontwerpen voor Venini werden een aantal oude ontwerpen felle kleuren uitgevoerd. Sarpaneva had enkele voorkeuren uitgesproken voor kleuren, waaronder in zwart, rood en blauw, maar voerde deze niet uit. Enkele van deze ontwerpen werden in 2009, drie jaar na het overlijden van Sarpaneva in 2006, door Signoretto uitgevoerd.

## Inspiratie en techniek

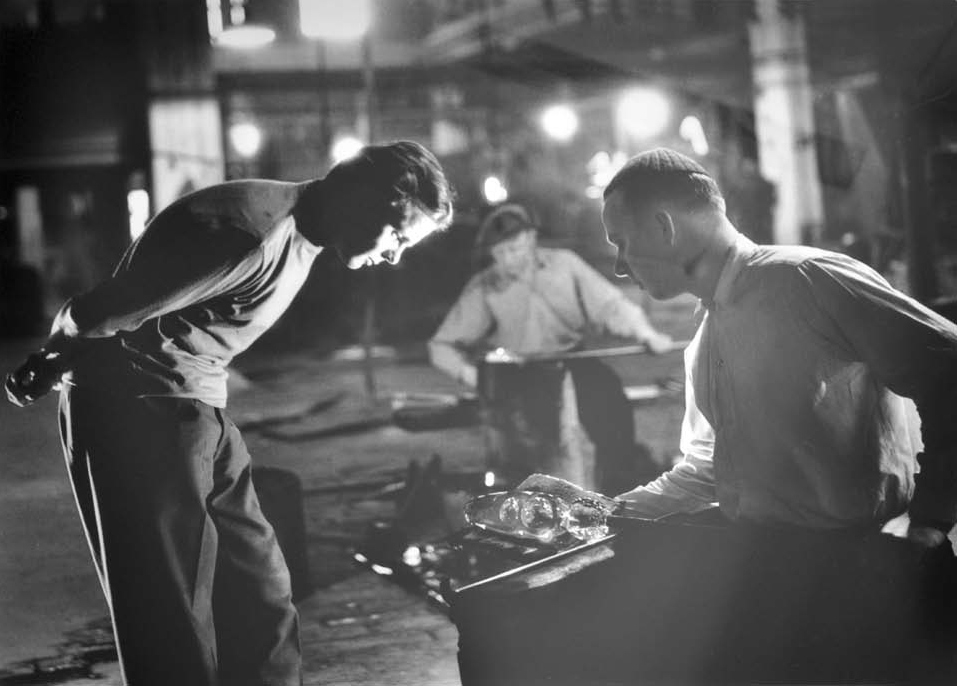
Timo Sarpaneva (links) met Helge Nieminen in de Iittala-glasfabriek (1954)

Sarpaneva werd geïnspireerd door de natuur wat terug te zien is in veel van zijn werken. De werken Hiidenkirnu, Hiidennyrkki en Hiidenhelmi uit 1951 die Sarpaneva maakte voor Iittala is geïnspireerd op een herinnering van Sarpaneva toen hij als acht- of negenjarige jongen een gat in een stuk ijs maakte met zijn warme vinger. Ook in de Jurmo-serie en Arkipelago-serie voor Iittala die Sarpaneva eind jaren '70 ontwierp is de invloed van de natuur herkenbaar. De werken van deze series zijn geïnspireerd op de ruige Finse natuur die tegelijkertijd een bepaalde zachtheid bezit. De namen van de Jurmo en Arkipelago series verwijzen naar de Finse archipel Åland. In een interview met Parool uit 1967 zei Sarpaneva meerdere eilanden te bezitten in de open zee tussen Finland en Zweden waar hij met zijn familie kwam om van de natuur te genieten.
Naast de natuur hadden ervaringen uit zijn jeugd invloed op zijn werken. De gietijzeren braadpan die Sarpaneva in 1960 ontwierp voor Oy W. Rosenlew Ab was geïnspireerd op het werk van zijn grootvader die smid was.
Kunstcriticus Ulf Hård af Segerstad omschreef het ontwerpproces van Sarpaneva als "een mengeling van onbewuste creatie en religieuze nuances". Volgens kunstenaar Harri Kalha was voor Sarpaneva het idee van "een 'naïef', onbewust creatief proces een essentieel aspect van het discours dat Sarpaneva's objecten in het publieke bewustzijn bracht". In tegenstelling tot de werken van bijvoorbeeld Alvar Aalto en Tapio Wirkkala hebben de ontwerpen van Sarpaneva meer ingetogenere vormen.

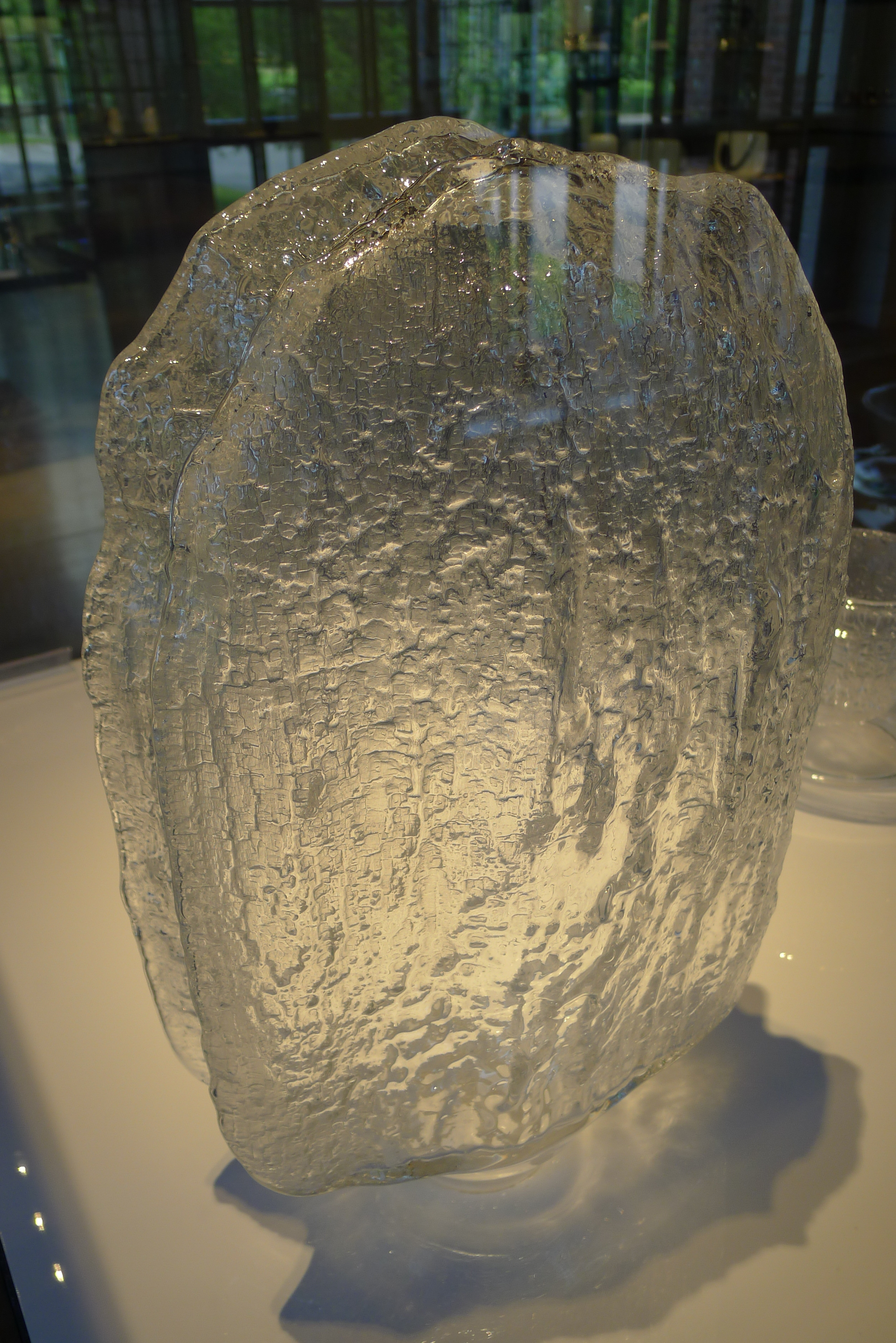
Vaas uit de Finlandia-serie

### Glasexperimenten
In veel van de werken van Sarpaneva zijn luchtbellen toegevoegd. Hiervoor had Sarpaneva een eigen techniek ontwikkeld. Met een dunne metalen punt werd een gat in het vloeibare glas gemaakt. Vervolgens werd er een natte houten stok in het gemaakte gat gestoken waardoor stoom ontstond. Door de stoomvorming vormde er uiteindelijk een bel in het glas. De techniek werd voor het eerst gebruikt door Sarpaneva in 1953 en werd onder meer toegepast in het werk Kajakki uit 1954.
In 1963 begon Sarpaneva met experimenten om een nieuwe techniek te ontwikkelen waarmee er een structuur aan de buitenzijde van het glas aangebracht kon worden. Door houten mallen te gebruiken en deze vol te gieten met vloeibaar glas en deze niet te koelen met water, verkoolden de mallen en ontstond er een ruw oppervlak dat leek op ijs. Bij elke gieting werd de mal verder verkoold en werd het resultaat ruwer. Deze techniek werd onder meer gebruikt voor het ontwikkelen van het Finlandia-glaswerk uit 1964 en de Festivo-serie uit 1967.
De nieuwe techniek had een grote invloed op de glasproductie in de jaren zestig en zeventig, maar was voor massaproductie minder geschikt aangezien de houten mallen slechts een aantal keer gebruikt konden worden. Voor het industriële proces werd er om die reden gekozen voor mallen van grafiet en later voor metalen mallen. Hierdoor verdwenen de natuurlijke lijnen en de structuur die veroorzaakt wordt door het hout.
De ideeën die Sarpaneva had voor het ontwikkelen voor nieuwe technieken waren veelal gewaagd. Reino Löflund, glasblazer bij Iittala zei over zijn samenwerking met Sarpaneva: "We hadden zo'n sterk wederzijds vertrouwen dat hij nooit aarzelde om zelfs de gekste ideeën voor te stellen. [...] Maar er was altijd wel iets in zijn ideeën dat het proberen waard was - en het werkte vaak! Hij had tenslotte veel over glas maken van ons geleerd – zo gek waren zijn ideeën eigenlijk niet.”

## Textiel en huishoudelijke voorwerpen
Hoewel Sarpaneva hoofdzakelijk bekend staat om zijn glasontwerpen, werkte hij ook met textiel, metaal, hout, porselein en keramiek. In 1962 startte Sarpaneva een eigen ontwerpbureau in Helsinki. Hierdoor kon hij voor meerdere opdrachtgevers werken uitvoeren. De ontwerpen van Sarpaneva voor dagelijkse gebruiksvoorwerpen worden gekenmerkt door een combinatie van het esthetische met het praktische.

### Textiel
Van 1955 tot 1965 was Sarpaneva betrokken als ontwerper en artistiek directeur bij de Pori katoenfabriek (Porin puuvilla Oy). In samenwerking met ontwerpster Betzy Wegelius ontwierp hij in 1960 het Pohjanlahti-tapijt, een variatie op de traditionele Finse ryijy-tapijten. Naast tapijten ontwierp Sarpaneva ook interieurstoffen. Een aantal ontwerpen, waaronder de textielserie Karelia (Karelië) werd naar het buitenland geëxporteerd.
Het bekendste textielontwerp van Sarpaneva was de Ambiente-serie voor Finlaysonin waarvoor hij in 1969 een International Design Award van de American Institute of Interior Designers won. Het aquareleffect op de stof ontstond per ongeluk, nadat de kleuren van de stof door een fout in de machine tijdens het proces door elkaar waren gelopen. Van de stoffen werden onder meer jurken gemaakt die ontworpen waren door zijn echtgenote Ann-Mari "Pi" Holmberg. De Amerikaanse kunstenaar Andy Warhol vond de stoffen zo geslaagd, dat hij voorstelde deze in te lijsten. Sarpaneva volgde Warhols advies niet op, al had het hem naar eigen zeggen heel rijk kunnen maken.
Van 1964 tot 1972 was Sarpaneva artistiek directeur voor de Zweedse textielfabrikant Ab Kinnassand.

### Huishoudelijke producten

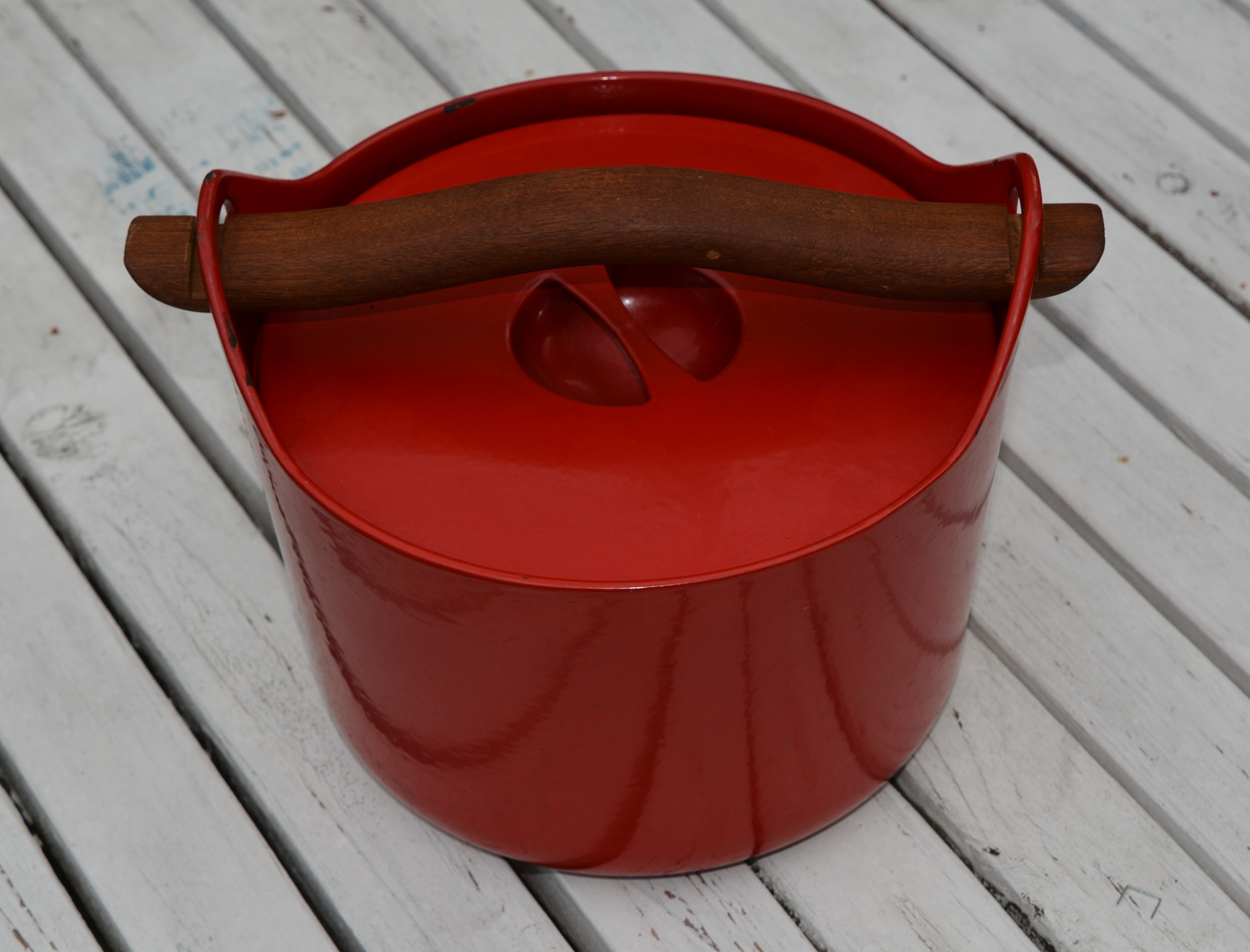
Sarpaneva gietijzeren braadpan (1960) voor Rosenlew & Co

In 1960 ontwikkelde Sarpaneva een gietijzeren braadpan voor Oy W. Rosenlew Ab met een afneembaar houten handvat. De braadpan werd in 1998 op een Finse postzegel vereeuwigd. In 2003 werd de pan opnieuw in productie genomen, dit maal door Iittala. In 1970 werkte Sarpaneva opnieuw met metaal, dit maal voor Opa Oy. Hij ontwikkelde een serie huishoudelijke voorwerpen van roestvast staal. Deze waren bedoeld voor gebruik in restaurants, grootkeukens en hotels, maar waren ook geschikt voor de particuliere markt. De voorwerpen werden gekenmerkt door Japanse invloeden en het gebruik van geometrische vormen als vierkanten, cirkels en ovalen. De stijl van de ontwerpen voor Opa Oy waren gelijkaardig aan de ontwerpen van de Duitse porseleinfabrikant Rosenthal AG waar Sarpaneva vanaf 1970 stukken voor ontwierp. De eerste ontwerpen voor Rosenthal AG waren zowel losse keramische objecten als objecten die konden worden gecombineerd.

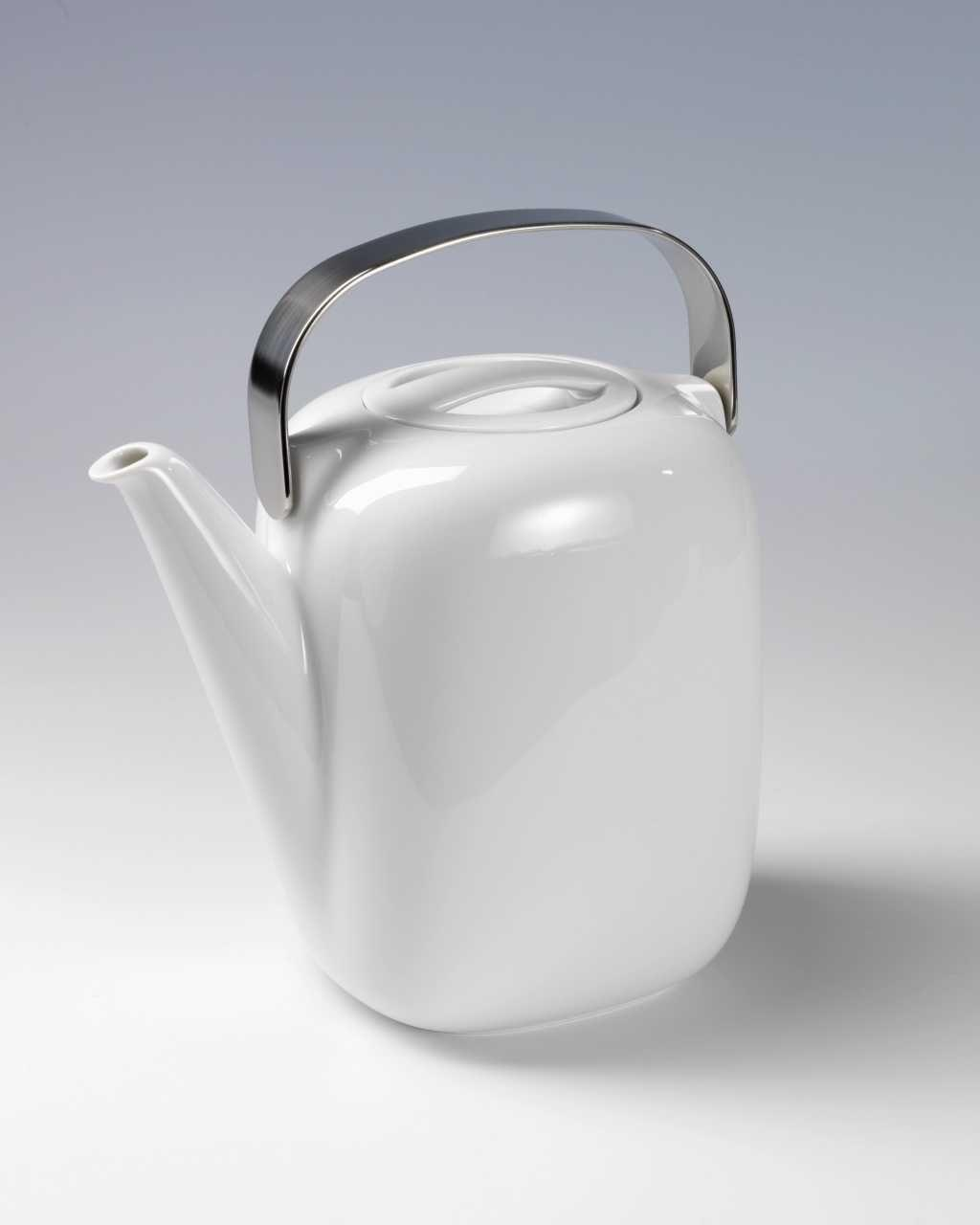
Suomi theekan voor Rosenthal

In 1974 ontwierp Sarpaneva het Suomi (Finland) servies dat vanaf 1976 geproduceerd werd door Rosenthal AG. In de periode dat Sarpaneva aan de ontwerpen voor Rosenthal werkte, woonde hij in Selb waar de Rosenthalfabriek stond. Het Suomi servies combineert porselein met metaal. Het ontwikkelen van dit servies bleek lastig en nam uiteindelijk vijf jaar in beslag. Het servies bestond uit meer dan 100 verschillende onderdelen. In 1976 werd het servies tentoongesteld tijdens tien exposities. Vanaf 1976 werd het ook tentoongesteld tijdens exposities in onder meer Den Haag, Amsterdam, Brussel, Genève, Göteborg, Londen, Kopenhagen, Oslo, Milaan, Rome en Parijs. Datzelfde jaar werd de collectie in Faenza onderscheiden met een gouden medaille van de president van Italië. Deze prestigieuze prijs voor keramiekontwerp wordt ook wel de "Nobelprijs voor de keramiek" genoemd. In 1978 werd de collectie tentoongesteld in Helsinki.
Voor het Mäntyniemi, de officiële residentie van de Finse president, werd Sarpaneva eind jaren '80 gevraagd om het glas- en zilverwerk te ontwerpen. Het ontwerp voor het zilverwerk was geïnspireerd op de architectuur van het gebouw dat ontworpen was door architectenduo Raili en Reima Pietilä. Het zilverwerk werd geproduceerd door Kultakeskus Oy. Het glaswerk, met een lijnen die een latwerkpatroon vormen, werd in 1993 voor het Mäntyniemi door de Hackman Group geproduceerd.

## Tentoonstellingen

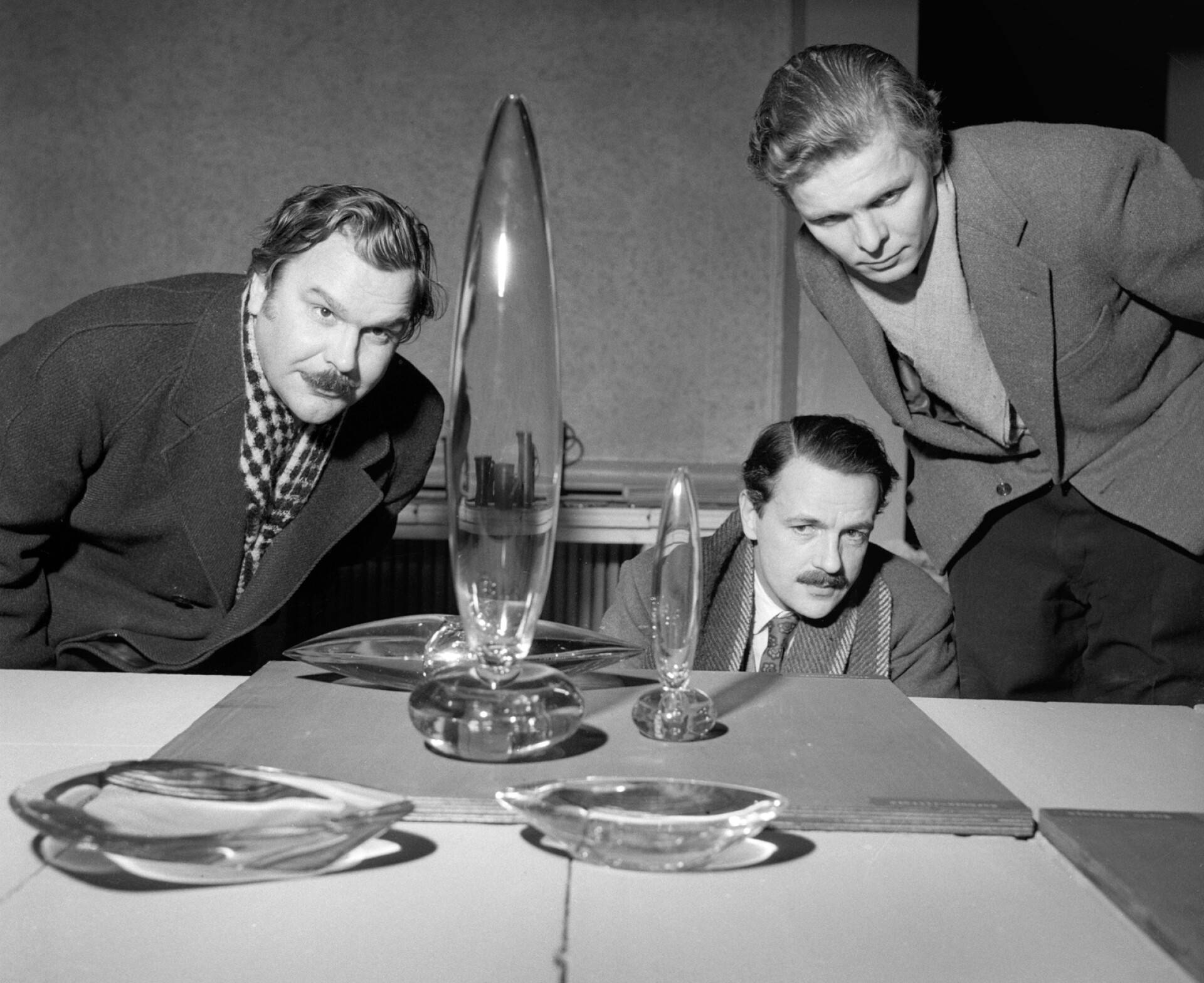
Tapio Wirkkala, Herman Olof Gummerus en Timo Sarpaneva bij het werk van Wirkkala (1954)

Vanaf 1955 was Sarpaneva werkzaam als tentoonstellingsontwerper. Hij was verantwoordelijk voor de keuze van de tentoongestelde objecten, de opstelling en de verlichting. Dat jaar kreeg hij de opdracht om het Finse tentoonstellingsgedeelte te plannen voor de H 55 tentoonstelling voor interieurontwerp en kunstindustrie in de Zweedse stad Helsingborg. In 1957 ontwierp Sarpaneva de Finse opstelling bij de Triënnale van Milaan.
Van 1958 tot 1965 was Sarpaneva betrokken als tentoonstellingsontwerper voor de Vereniging voor de Kunstnijverheid die geleid werd door Herman Olof Gummerus. Gummerus had de leiding van de vereniging overgenomen na de dood van Arttu Brummer in 1951. De tentoonstellingen vonden plaats in diverse Europese steden, Azië en Zuid-Amerika.
De expositie in Rio de Janeiro in 1958 was de eerste tentoonstelling van Finse toegepaste kunst in Zuid-Amerika. Er werden bij de expositie onder meer werken van Alvar Aalto, Arttu Brummer, Gunnel Nyman, Tapio Wirkkala, Göran Hongell en Sarpaneva zelf getoond.
In 1963 ontwierp hij een tentoonstelling voor het Grand Palais in Parijs gevolgd door een tentoonstelling in 1965 in het Victoria and Albert Museum in Londen. In 1967 was Sarpaneva verantwoordelijk voor het ontwerp van de tentoonstelling van de Wereldtentoonstelling in Montreal.

## Privé

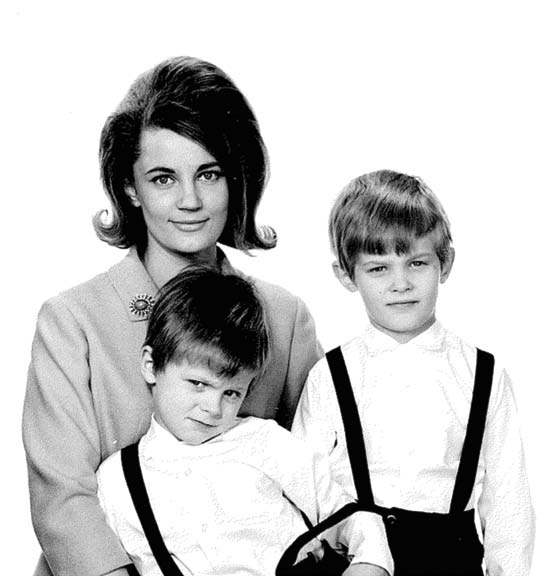
Pi Holmberg met hun twee zoons Polo en Tom Sarpaneva

Sarpaneva was van 1954 tot 1970 getrouwd met interieurarchitecte Ann-Mari "Pi" Holmberg (1933-2019). Samen hadden zij twee kinderen. In 1997 huwde hij voor een tweede keer, dit keer met ontwerpster Marjetta Svennevig (1944) die hij in de jaren '60 had leren kennen. Met haar kreeg hij ook twee kinderen. Svennevig maakte dertig jaar lang foto's en filmopnames van Sarpaneva en zijn werk.
Sarpaneva is de oom van horlogeontwerper Stepan Sarpaneva.
In de laatste jaren van zijn leven leed Sarpaneva aan dementie. Hij overleed op 6 oktober 2006 op 79-jarige leeftijd in een ziekenhuis in Helsinki. Hij werd begraven op de Hietaniemibegraafplaats in Helsinki.

## Werken (selectie)
- Lansetti-serie (1952) voor Iittala
- Kajakki (1954) voor Iittala
- I-serie (1956) voor Iittala
- Bedrijfslogo Iittala (1956)
- Sarpaneva-gietijzeren pannen (1960) voor Rosenlew & Co
- Festivo-serie (1967) voor Iittala
- Finse postzegel (1975)
- Jurma-serie (1978) voor Iittala
- Archipelago-serie (1978) voor Iittala
- Claritas-serie (1983) voor iittala
- Arttu Brummerin muistolle (Ter nagedachtenis aan Arttu Brummer) (1984) voor Iiittala
- Glas- en zilverwerk voor het Mäntyniemi (1993)

In 1995 werden 400 werken van Sarpaneva door de Finse staat aangekocht voor het Designmuseum in Helsinki. Het werk van Sarpaneva is opgenomen in 31 internationale musea, waaronder in de collectie van Museum Boijmans van Beuningen, het Stedelijk Museum Amsterdam, het Fins Glasmuseum, het Centre Pompidou, het Victoria and Albert Museum in Londen, het Museum of Modern Art in New York, het Metropolitan Museum of Art in New York en het Corning Museum of Glass in New York.

Het werk Kajakki (Kajak) stond in 1991 in het Guinness Book of Records als het duurste stuk moderne glaskunst ter wereld. 

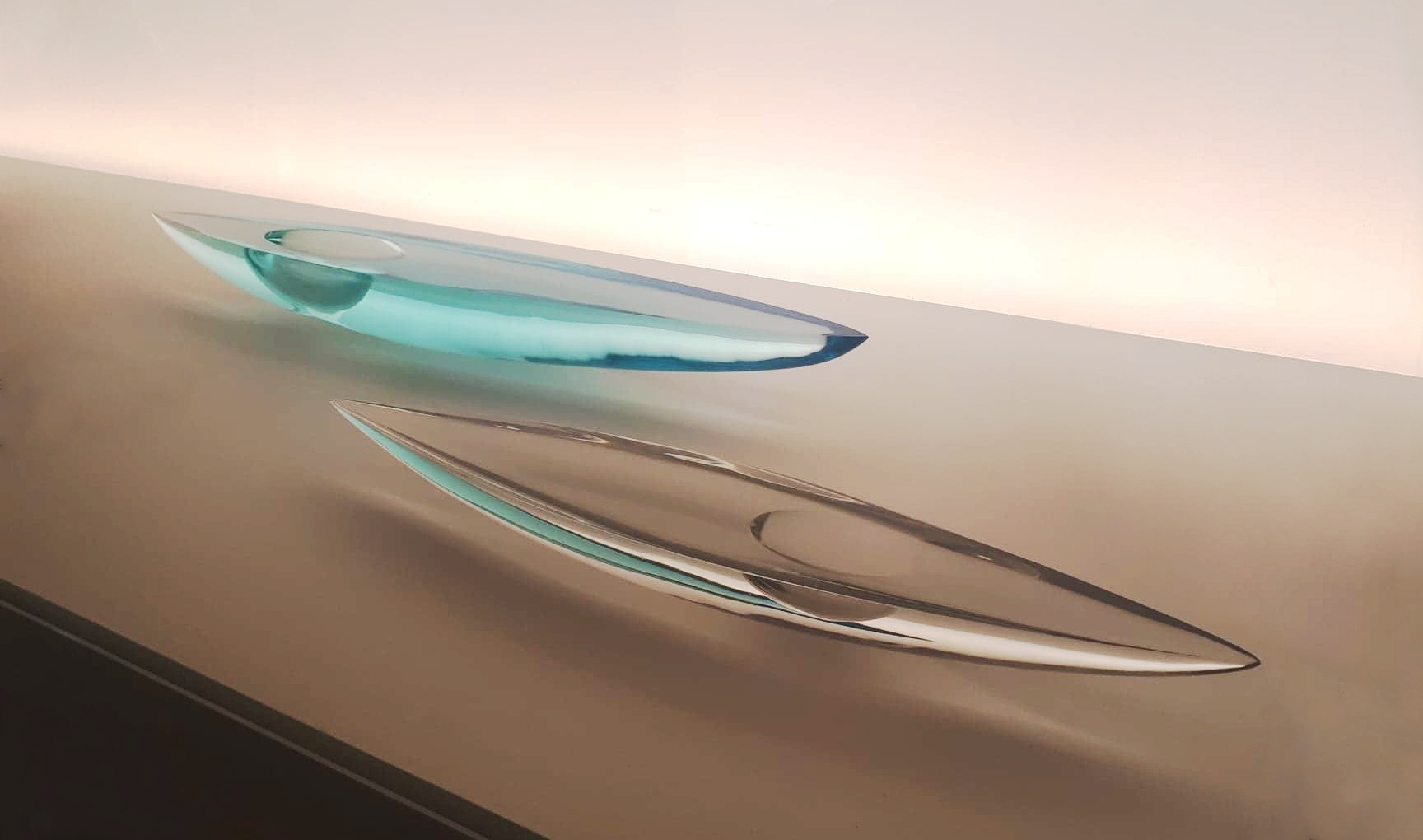
Kajakki (1954)
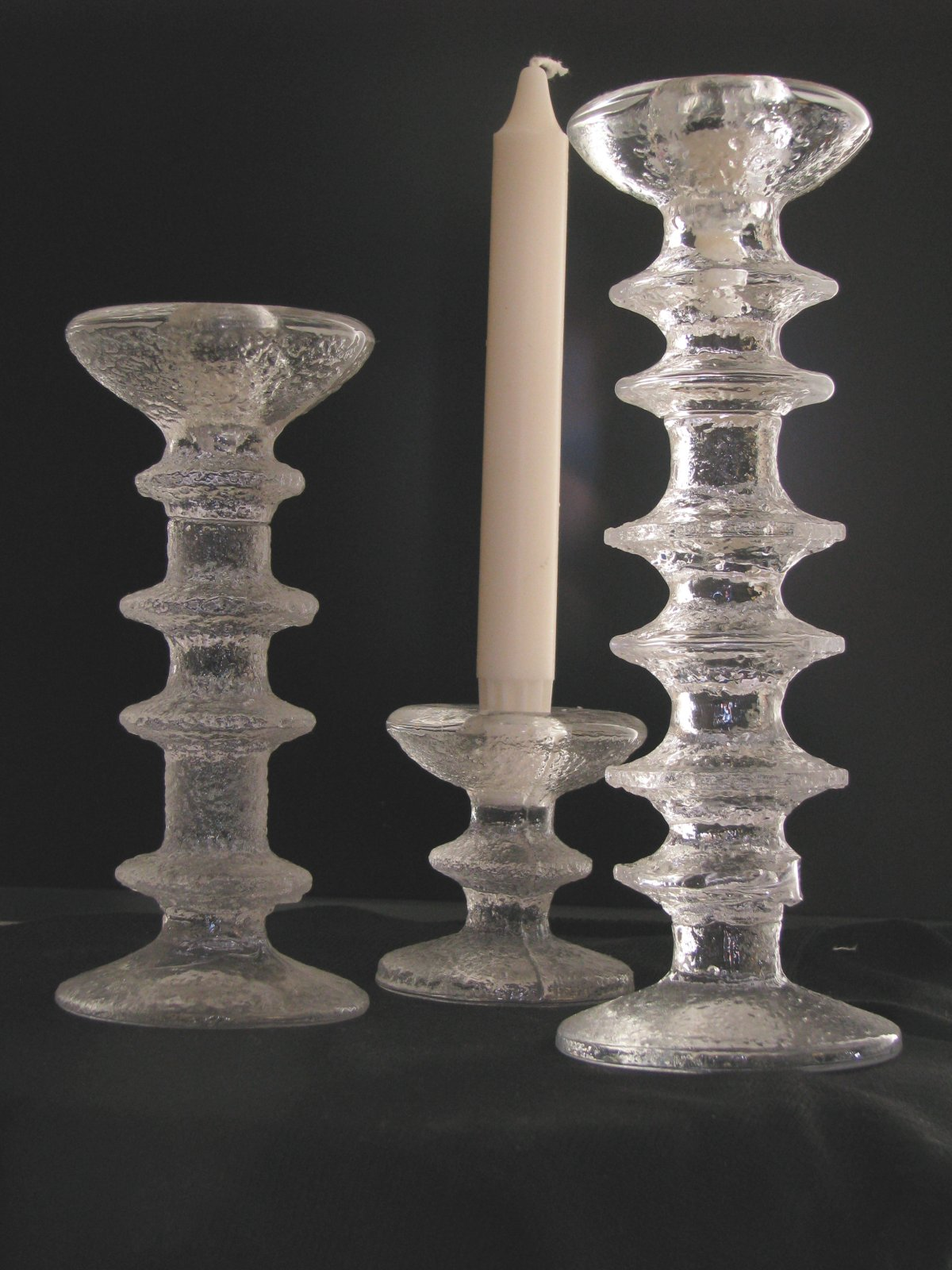
Festivo (1968)
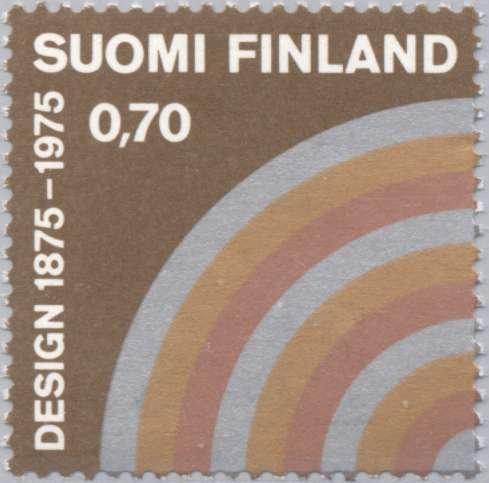
Finse postzegel (1975)
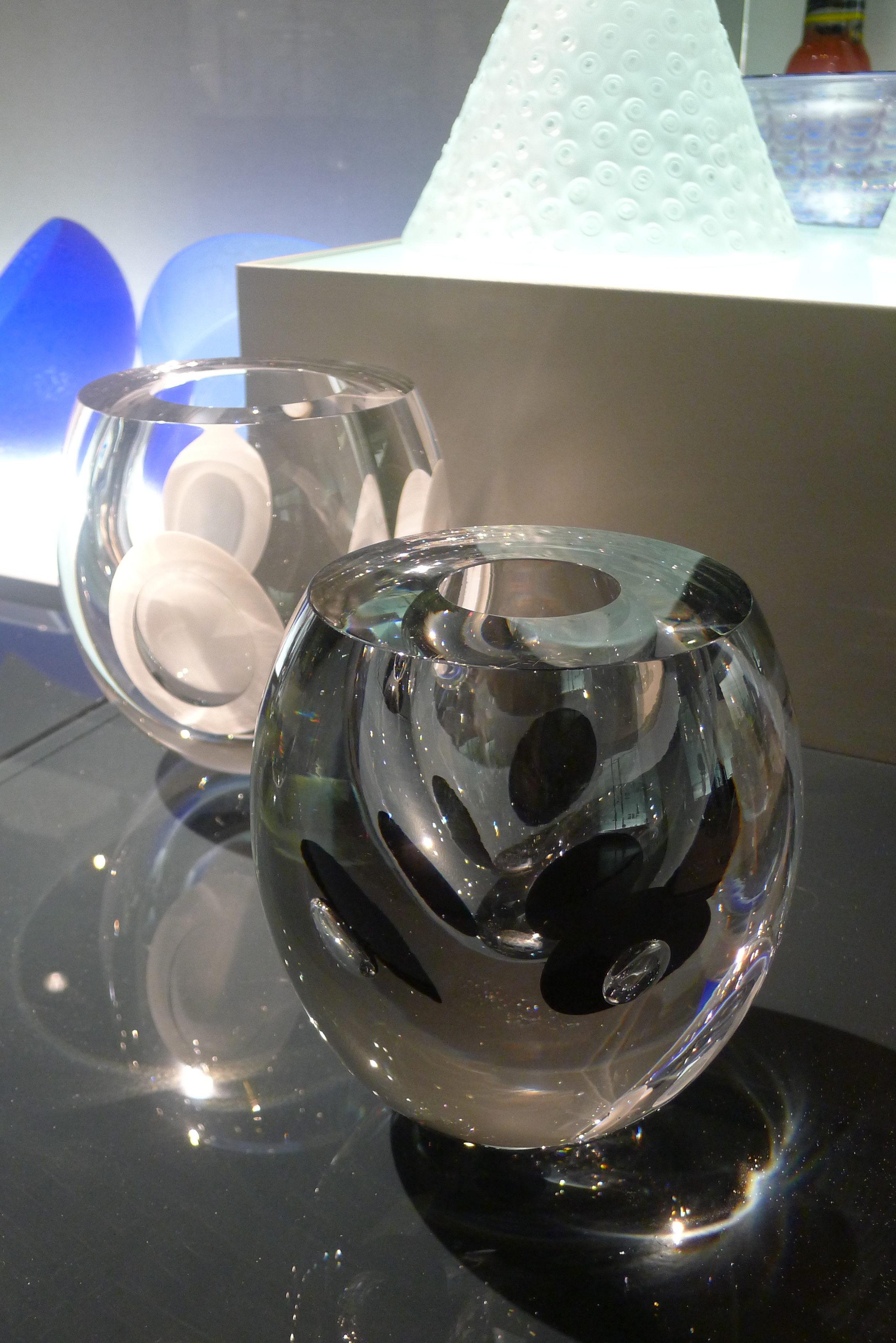
Claritas (1983)
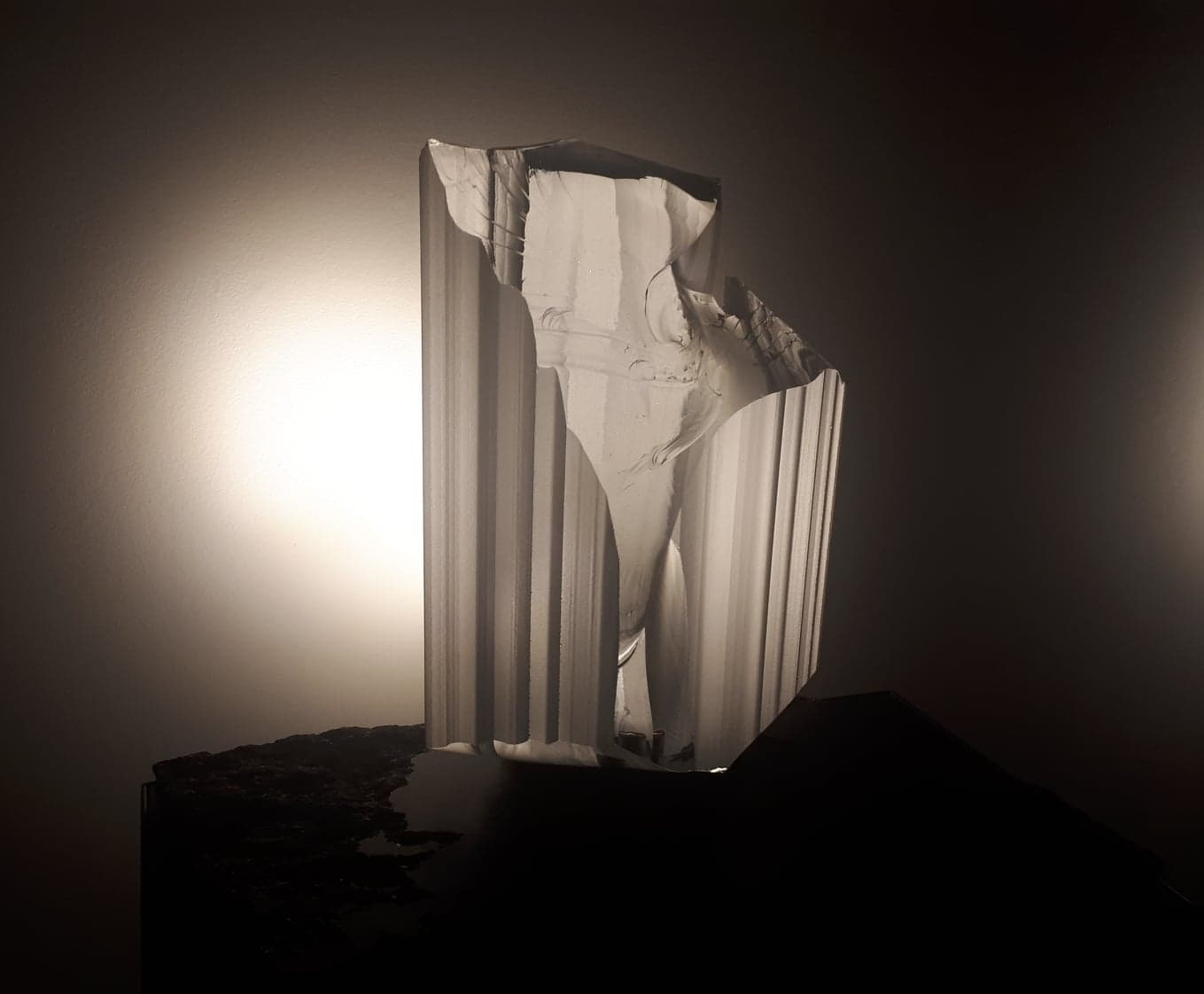
The Year Zero (1985)

## Prijzen en onderscheidingen

### Prijzen
- Zilveren medaille in de Riihimäki ontwerpwedstrijd (1949)
- Zilveren medaille op de Triënnale van Milaan (1951) voor de Kukko-theemuts
- Grand Prix op de Triënnale van Milaan (1954) voor de Lansetti-serie (1952) van Iittala[22]
- Grand Prix op de Triënnale van Milaan (1954) voor de Kajakki (1954) van Iittala[53]
- Grand Prix op de Triënnale van Milaan (1954) voor de Orkidea (1954) van Iittala[53]
- Lunningprijs (1956) voor zijn gehele oeuvre[54]
- Grand Prix op de Triënnale van Milaan (1957) voor de I-serie (1956) van Iittala[3]
- Grand Prix op de Triënnale van Milaan (1957) voor tentoonstellingsontwerp
- Zilveren medaille op de Triënnale van Milaan (1957)[52]
- Gouden medaille op de Triënnale van Milaan (1960) voor de Nukkuva lintu (1957) van Iittala[55]
- Zilveren medaille op de Triënnale van Milaan (1960) voor de Sarpaneva braadpan (1960) van Rosenlew & Co[56]
- International Design Award (1963) voor de Sarpaneva gietijzeren pannenset (1960) voor Rosenlew & Co[56]
- International Design Award van de American Institute of Interior Designers (1963) voor een stapelbare glazen fles voor Iittala (1962)[57][58]
- Eurostar for Packaging Design award (1965) voor de Ambiente-papieren[36]
- International Design Award van de American Institute of Interior Designers (1969) voor de Ambiente-stoffen[36]
- Gouden medaille van de president van Italië (1976) voor het Suomi servies van Rosenthal[40]
- Staatsprijs voor Industriële ontwerpen (1985)[59]

### Eretitels en onderscheidingen
- Pro Finlandia Medaille in de Orde van de Finse Leeuw (1958)[4]
- Honorary Royal Designer for Industry in Londen (1963)[4]
- Eredoctoraat van het Royal College of Art in Londen (1967)[4]
- Eretitel van professor uitgereikt door de Finse staat (1976)[60]
- Eredoctoraat (Academico de Honor Extranjero) van de Academia de Diseño van de Universiteit van Mexico-Stad (1985)[4]
- Eredoctoraat aan de kunstacademie van Helsinki (1993)[4]

- Art Gallery of South Australia: 8985
- Bibsys: 90353661
- Biblioteca Nacional de España: XX4869603
- Bibliothèque nationale de France: cb120011139 (data)
- CiNii: DA16137354
- Gemeinsame Normdatei: 12218890X
- International Standard Name Identifier: 0000 0001 1445 284X
- KulturNav: 152ee5e4-c717-4e7d-99dd-897e4e000598
- Library of Congress Control Number: n85182749
- National Gallery of Victoria: 29904
- Nationale Bibliotheek van Tsjechië: xx0327431
- Nationale bibliotheek van Australië: 35762853
- Nationale Bibliotheek van Israël: 987007507949405171
- Réseau des bibliothèques de Suisse occidentale: 02-A008719385
- RKD-Nederlands Instituut voor Kunstgeschiedenis: 121047
- Istituto Centrale per il Catalogo Unico: VEAV040242
- SNAC: w6t75jvd
- Système universitaire de documentation: 028111508
- Union List of Artist Names: 500102782
- Virtual International Authority File: 59092734
- WorldCat: E39PBJtXbwRp6RGrDYWY7KhCQq